# Giovanni Battista Morandini
Giovanni Battista Morandini (ur. 30 czerwca 1937 w Bienno, zm. 21 października 2024 tamże) – duchowny katolicki, arcybiskup, nuncjusz apostolski.

## Życiorys
22 lipca 1962 otrzymał święcenia kapłańskie i został inkardynowany do diecezji Brescii. W 1964 rozpoczął przygotowanie do służby dyplomatycznej na Papieskiej Akademii Kościelnej.
30 sierpnia 1983 został mianowany przez Jana Pawła II nuncjuszem apostolskim w Rwandzie oraz arcybiskupem tytularnym Numidy. Sakry biskupiej 8 października 1983 r. udzielił mu kard. Agostino Casaroli.
Następnie reprezentował Stolicę Świętą w Gwatemali (1990-1997) oraz w Korei będąc jednocześnie akredytowanym w Mongolii (1997-2004).
W 2004 został przeniesiony do nuncjatury w Syrii. 21 września 2008 przeszedł na emeryturę.